# Tehillat HaShem
Tehillat HaShem ("lode a Dio" in ebraico:(תהלת ה' (ספר) è un libro di preghiere (noto come siddur in ebraico) usato nelle funzioni ebraiche nelle sinagoghe e privatamente tra gli ebrei chassidici, più precisamente dai membri della comunità Chabad-Lubavitch. Si basa sul siddur chiamato Torah Ohr curato da Shneur Zalman di Liadi (1745-1812), fondatore del movimento Chabad, e segue gli insegnamenti di Rabbi Isaac Luria. Viene pubblicato sin dagli anni quaranta dalla casa editrice Kehot, che appartiene al movimento stesso.